# Enmebaragesi
 (janvier 2024).
Si vous disposez d'ouvrages ou d'articles de référence ou si vous connaissez des sites web de qualité traitant du thème abordé ici, merci de compléter l'article en donnant les références utiles à sa vérifiabilité et en les liant à la section « Notes et références ».
Enmebaragesi est un roi de la ville de Kish, en Mésopotamie antique.
Selon la Liste royale sumérienne, il est l'avant-dernier roi de la très longue première dynastie de Kish, qui aurait exercé sa domination sur tout le Sud mésopotamien. Succédant à Iltasadum, il aurait régné 900 ans. Son fils et successeur, Agga, est aussi connu par un texte épique l'opposant à Gilgamesh roi d'Uruk. Cette même liste attribue à Enmebaragesi une victoire sur le royaume d'Élam, préfigurant les nombreux conflits qui opposèrent aux époques historiques ce pays aux royaumes de Mésopotamie.
Enmebaragasi est surtout le premier souverain de Basse Mésopotamie connu à la fois par la Liste royale sumérienne et des documents épigraphiques, attestant donc de la réalité de son existence. On a en effet retrouvé deux fragments de vases en albâtre portant son nom dans la ville de Nippur. Son règne est daté très approximativement des environs de 2700-2600 av. J.-C.